# 美国国家森林列表

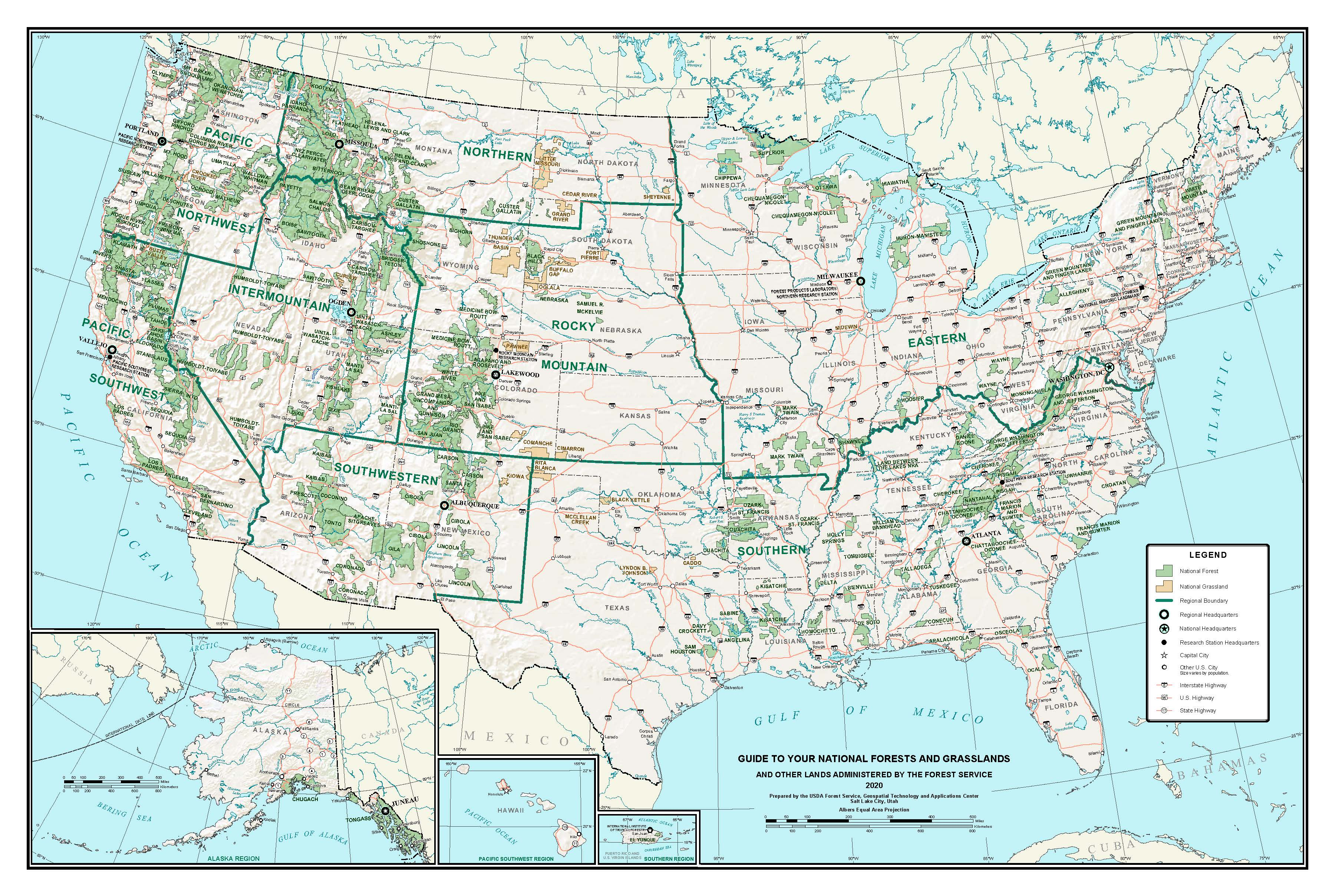
美国国家森林（图中绿色区域）的分布地图

美国境内共拥有154座国家森林，总面积188,336,179英畝（762,169.48平方）。这些国家森林均由美国农业部下属的美国国家森林局管控。
1891年3月3日通过的《森林保护法》赋予了美国总统设立森林保护区的权力。1891年3月30日，黄石公园林地保护区成为首座设立的国家森林，由内政部接手管理。随后，1897年出台的《组织法》确立了森林保护区设立的意义——保护森林、保护水资源和提供木材。1905年《移交法》通过，森林保护区正式归属美国农业部成立的新部门——美国国家森林局管辖。
1907年，美国总统西奥多·罗斯福将国家森林的范围扩大至原先的两倍以上，因而美国国会开始限制总统设立新森林保护区的权力。国家森林系统在1908年进行了大规模的重组。1911年，国会根据新通过的《维克斯法》对森林系统进一步管控。《1960年多用途和持续高产法》将《组织法》中规定的森林的用途扩大，将“户外休闲”与“山脉、林业、流域和野生动物保护”囊括在内，并为设立严格自然保护区打下了基础。
截至2014年9月30日，森林局管理着面积192,922,127英畝（780,728.15平方）的土地，其中有188,336,179英畝（762,169.48平方）是国家森林。整个国家森林系统前后的沿革变化繁多复杂，故虽然目前有154座冠名“国家森林”的林地，许多森林要么被多合一联合管理，要么被拆成了几个区域分开管理。[A]
除了以下十个州外，美国的每个州均拥有国家森林：康涅狄格州、特拉华州、夏威夷州、艾奥瓦州、堪萨斯州、马里兰州、马萨诸塞州、北达科他州、新泽西州和罗得岛州（但堪萨斯州和北达科他州有国家草原）。此外，波多黎各境内建立有云盖国家森林。阿拉斯加州境内的国家森林面积最大（2.19 × 107英畝（89,000平方）），其次是加利福尼亚州（2.08 × 107英畝（84,000平方））和爱达荷州（2.04 × 107英畝（83,000平方））。爱达荷州的国家森林面积占比也是最高的（38.2%），其次是俄勒冈州（24.7%）和科罗拉多州（20.9%）。地图上美国西部的国家森林多为其真实大小，而东部的森林绝大的部分都是购买区，只有少部分在森林局的管理之下。

## 国家森林
| 中文 名称 A                                                             | 英文 名称 | 照片                                                                   | 位置 B                                                                 | 设立日期 C     | 面积                           | 简介 |
| ----------------------------------------------------------------------- | --------- | ---------------------------------------------------------------------- | ---------------------------------------------------------------------- | -------------- | ------------------------------ | --- |
| 阿勒格尼国家森林                                                        |           | 秋季的阿勒格尼水库                                                     | 宾夕法尼亚州 41°39′N 79°01′W / 41.650°N 79.017°W                       | 1923年9月24日  | 513,655英畝（2,078.7平方）     | 阿勒格尼国家森林是宾夕法尼亚州唯一的一座国家森林，坐落于该州西北部的阿勒格尼高原之上，内有金祖阿水坝和阿勒格尼水库。森林拥有该州最大的一片原始森林（位于泰厄内斯塔风景与科研自然区域内），以及一段长10英里（16）的北部国家步道。:255–263                                 |
| 洛杉矶国家森林                                                          |           | 圣盖博山                                                               | 加利福尼亚州 34°24′N 118°10′W / 34.400°N 118.167°W                     | 1892年12月20日 | 661,565英畝（2,677.3平方）     | 该森林坐落在洛杉矶都会区边缘的圣盖博山中，内有五片荒原保护区。大部分林区由致密的浓密常绿阔叶林构成，森林海拔在从1,200英尺（370）到10,064英尺（3,068）之间，最高点在圣安东尼奥山的山峰。                                                                                  |
| 安吉丽娜国家森林                                                        |           | 安吉丽娜国家森林内的巡逻站                                             | 德克萨斯州 31°13′N 94°17′W / 31.217°N 94.283°W                         | 1936年10月13日 | 154,140英畝（623.8平方）       | 该森林主要由长叶松、火炬松和萌芽松构成，内有两片荒原保护区，与萨姆·雷本水库接壤。属近危物种的红顶啄木鸟在此栖息，白頭海鵰冬季也会停留于此。:303–305 |
| 阿帕奇-希特格里夫斯国家森林                                             |           | 从191号公路望向阿帕奇-希特格里夫斯国家森林的一处高地                   | 亞利桑那州、新墨西哥州 33°44′N 109°05′W / 33.733°N 109.083°W           | 1898年8月17日  | 2,626,306英畝（10,628.3平方）  | 这片森林内有莫戈隆边缘和白山山脉，此外还有34片湖泊，以及全长超过680英里（1,090）的河流、溪流，比其他位于气候干旱的美國西南部的国家森林都要长。 |
| 阿巴拉契科拉国家森林                                                    |           | 阿巴拉契科拉国家森林的FH-111号人工池塘                                 | 佛罗里达州 30°11′N 84°41′W / 30.183°N 84.683°W                         | 1936年5月13日  | 576,119英畝（2,331.5平方）     | 阿巴拉契科拉国家森林是弗罗里达州最大的国家森林，水域面积超过2,700英畝（1,100公頃），还有一段67英里（108）长的佛罗里达步道。森林内有充满了大大小小沉洞、洞窟的理奥沉降地质区，阿巴拉契科拉河河畔也有加兹登堡这一历史遗迹。                                                |
| 阿拉帕霍国家森林                                                        |           | 秋天，克鲁克溪路两侧的杨树                                             | 科羅拉多州 39°41′N 105°56′W / 39.683°N 105.933°W                       | 1903年10月24日 | 720,418英畝（2,915.4平方）     | 阿拉帕霍国家森林位于洛磯山脈，内有六处荒原保护区。它当前与罗斯福国家森林、波尼国家草原联合管理。森林内有北美洲海拔最高的人工铺设的道路，沿着埃文斯山一路向上直到海拔14,265英尺（4,348）的位置。                                                                          |
| 阿什利国家森林                                                          |           | 国王峰和亨瑞支流平原                                                   | 犹他州、怀俄明州 40°38′N 110°06′W / 40.633°N 110.100°W                 | 1908年7月1日   | 1,378,424英畝（5,578.3平方）   | 阿什利国家森林内有火焰谷国家休闲区和犹因塔高地野生保护区，另有犹他州的最高点——13,528英尺（4,123）的國王峰，属于猶因塔山脈。 |
| 獭头-鹿栈国家森林                                                       |           | 獭头-鹿栈国家森林的溪流与山脉                                          | 蒙大拿州 45°30′N 113°00′W / 45.500°N 113.000°W                         | 1908年7月1日   | 3,362,638英畝（13,608.1平方）  | 该森林是蒙大拿州面积最大的一座国家森林，内有洛磯山脈的若干条子脉。森林中有阿纳康达-平特勒原野和李·梅特卡夫原野，还有几段大陆分水岭路径和内兹珀斯国家历史步道。 |
| 比安维尔国家森林                                                        |           | 比安维尔国家森林的森林标志                                             | 密西西比州 32°16′N 89°30′W / 32.267°N 89.500°W                         | 1936年6月15日  | 180,251英畝（729.4平方）       | 该森林位于密西西比州中部，与该州其他的五座国家森林合并管理，内有有若干座湖、水库等，还有该州面积最大、保存最完好的草原——哈雷尔草原。此外，森林内还座落着比安维尔松林风景区（Bienville Pines Scenic Area），一座面积189英畝（76公頃）的原始森林。:162–166                                            |
| 大角国家森林                                                            |           | 大角国家森林的高山草原                                                 | 怀俄明州 44°32′N 107°21′W / 44.533°N 107.350°W                         | 1897年2月22日  | 1,105,311英畝（4,473.0平方）   | 大角国家森林坐落于怀俄明州中北部的比格霍恩山脉之中，内有数座水库，以及1,500英里（2,400）长的小路。此外，克劳德峰原野也位于这座森林内，原野内有克劳德峰冰川，以及森林的最高点——海拔13,167英尺（4,013）的克劳德峰。                                                        |
| 比特鲁特国家森林                                                        |           | 科莫湖与群山                                                           | 蒙大拿州、爱达荷州 45°46′N 114°17′W / 45.767°N 114.283°W               | 1897年2月22日  | 1,594,579英畝（6,453.0平方）   | 比特鲁特国家森林位于比特鲁特山脉和蓝宝石山脉间，最高点位于海拔10,157英尺（3,096）处的特拉珀峰。该森林以植物苦根（发音：比特鲁特）命名。:192–199 |
| 黑山国家森林                                                            |           | 黑麋鹿原野中的黑山与马贼湖                                             | 南达科他州、怀俄明州 44°00′N 103°47′W / 44.000°N 103.783°W             | 1897年2月22日  | 1,250,866英畝（5,062.1平方）   | 该森林以西黄松为主，位于布拉克山之间，亦以该山命名。森林内有11座水库，353英里（568）长的小路，以及总长1,300英里（2,100）的小溪。林内的黑麋鹿峰是南达科他州的最高点，也是美国落基山脉以东的最高点，海拔7,244英尺（2,208）。:293–301                                       |
| 博伊西国家森林                                                          |           | 博伊西国家森林河畔的岩石                                               | 爱达荷州 44°07′N 115°34′W / 44.117°N 115.567°W                         | 1908年7月1日   | 2,648,273英畝（10,717.2平方）  | 这座森林由博伊西河、帕耶特河的部分河段，以及萨蒙河中南支流的流域构成，林区内有总长超过7,600英里（12,200）的溪流，以及超过250座湖泊和水库。 |
| 布里杰-蒂顿国家森林                                                     |           | 温德河山脉向洛齐尔湖绵延                                               | 怀俄明州 42°45′N 110°45′W / 42.750°N 110.750°W                         | 1897年2月22日  | 3,383,302英畝（13,691.7平方）  | 作为大黄石生态系统的一部分，布里杰-蒂顿国家森林在其位于温德河山脉的林区内拥有27座冰川。1925年，格罗文特雷滑坡在格罗文特雷河上形成了一座大坝，但随后在1927年倒塌。 |
| 卡里布-塔基国家森林                                                     |           | 上梅沙瀑布                                                             | 爱达荷州、怀俄明州 41°57′N 112°08′W / 41.950°N 112.133°W               | 1905年5月23日  | 2,624,739英畝（10,621.9平方）  | 森林的杰迪戴厄·史密斯野生保护区有着诸多洞穴，维尼加·赫尔野生保护区内则有灰熊在大黄石生态系统内的栖息地。上梅沙瀑布和下梅沙瀑布位于斯内克河的亨瑞思支流上，游客亦可由此访问明尼唐卡洞窟。                                                                                 |
| 卡森国家森林                                                            |           | 从沃尔特山望向威勒峰                                                   | 新墨西哥州 36°30′N 106°04′W / 36.500°N 106.067°W                       | 1906年11月7日  | 1,390,885英畝（5,628.7平方）   | 在桑格雷克里斯托山脉内，该森林内有总长330英里（530）的步道，陶斯滑雪谷也位于其间。该森林的最高点位于威勒峰，海拔13,161英尺（4,011），也是整个新墨西哥州的最高点。:246–253                                                                                                |
| 查塔胡其-奥康尼国家森林                                                 |           | 雷文·克里夫斯步道旁的瀑布                                              | 喬治亞州 34°45′N 84°07′W / 34.750°N 84.117°W                           | 1936年7月9日   | 866,763英畝（3,507.7平方）     | 该森林内有总长430英里（690）的步道，是阿帕拉契小徑最靠南的端点。此外，森林内也有佐治亚州的最高点——布拉斯敦峰（海拔4,784英尺（1,458）），以及南北战争几场战役的遗址。:56–70                                                                                               |
| 希夸默根-尼古莱特国家森林                                               |           | 湖泊与针叶林                                                           | 威斯康辛州 46°02′N 90°48′W / 46.033°N 90.800°W                         | 1933年3月2日   | 1,523,704英畝（6,166.2平方）   | 这座国家森林内有2020座湖泊、440处温泉池，以及347,000英畝（140,000公頃）的湿地。此外，森林的五片荒野区旁亦有总长493英里（793）的非机动小道、292英里（470）的机动小道和9,000英里（14,000）的马路。                                                                         |
| 切诺基国家森林                                                          |           | 西蒂科溪原野中的西蒂科溪                                               | 田纳西州、北卡罗来纳州 35°52′N 83°03′W / 35.867°N 83.050°W             | 1920年6月14日  | 656,394英畝（2,656.3平方）     | 切诺基国家森林内有十一片荒原、三座大型湖泊，以及总长超过600英里（970）的步道，其中有150英里（240）是位在大烟山内的阿帕拉契小徑。林内有43种哺乳动物、154种鱼类、55种两栖动物，以及262种鸟类。                                                                             |
| 奇珀瓦国家森林                                                          |           | 溪流旁燃烧的山火                                                       | 明尼蘇達州 47°24′N 94°08′W / 47.400°N 94.133°W                         | 1908年5月23日  | 671,952英畝（2,719.3平方）     | 该森林内有1300多座湖泊池塘、总长925英里（1,489）的河流，和440,000英畝（180,000公頃）的湿地，十分适合泛舟、钓鱼。林地内有超过180对白頭海鵰于此筑巢，加拿大猞猁和沙丘鹤也栖息于此。:144–150                                                                                |
| 楚加奇国家森林                                                          |           | 迷失湖与群山                                                           | 阿拉斯加州 60°28′N 149°07′W / 60.467°N 149.117°W                       | 1907年7月23日  | 5,419,095英畝（21,930.3平方）  | 作为第三大国家森林，楚加奇内有三大独特的地貌：铜河三角洲、基奈半島和威廉王子湾。大部分溪流内都有鮭魚和鱒魚；冰川也在逐年改变着此处的地形。林地有一大半是凍原与冰川。:2–9                                                                                                 |
| 锡沃拉国家森林                                                          |           | 桑迪亚峰步道望向边缘                                                   | 新墨西哥州 34°20′N 107°35′W / 34.333°N 107.583°W                       | 1906年11月6日  | 1,616,435英畝（6,541.5平方）   | 锡沃拉国家森林内有四片荒原地区，当中便有位于阿布奎基的桑迪亚山脉原野。森林的海拔在5,000英尺（1,500）到11,301英尺（3,445），最高点位于泰勒山的顶峰，一个位于圣马特奥山脉的複式火山。:253–265                                                                              |
| 清水国家森林                                                            |           | 洛克萨河                                                               | 爱达荷州 46°33′N 115°09′W / 46.550°N 115.150°W                         | 1908年7月1日   | 1,682,068英畝（6,807.1平方）   | 该森林内有苦根山、帕卢斯草原，以及清水河、洛克萨河。刘易斯与克拉克1805年就是沿着森林内的洛洛步道（Lolo Trail）进行着他们的远征，1860年代也有矿工进入森林开采金矿。:168–173 |
| 克利夫兰国家森林                                                        |           | 拉古纳山附近的克利夫兰国家森林                                         | 加利福尼亚州 32°45′N 116°36′W / 32.750°N 116.600°W                     | 1893年2月25日  | 425,580英畝（1,722.3平方）     | 位于加利福尼亚州南部的克利夫兰国家森林有着地中海式气候，林区内有四片荒野地区，已知有22种濒危动植物于此栖息。和其他加利福尼亚州的森林相比，克利夫兰国家森林的海拔并不高，其最高点位于纪念碑山（Monument Peak）上。:81–84                                                               |
| 科科尼诺国家森林                                                        |           | 从巴尼牧场望向梧桐峡谷                                                 | 亞利桑那州 34°45′N 111°33′W / 34.750°N 111.550°W                       | 1898年8月17日  | 1,852,201英畝（7,495.6平方）   | 圣弗朗西斯科峰、莫戈隆边缘、橡树溪谷均位于科科尼诺国家森林，亚利桑那州红石村第二大的山谷梧桐峡谷也位于此。此外，森林内还有汉弗莱斯峰，海拔12,637英尺（3,852），是亚利桑那州的最高点。:28–37                                                                              |
| 科尔维尔国家森林                                                        |           | 科尔维尔国家森林的湖泊与群山                                           | 华盛顿州 48°32′N 117°54′W / 48.533°N 117.900°W                         | 1907年3月1日   | 954,668英畝（3,863.4平方）     | 科尔维尔国家森林内有486英里（782）长的步道，其中有部分为太平洋西北步道，海拔最高点为7,300英尺（2,200）处的凯特河与塞爾扣克山脉。萨尔摩-普利斯特原野也有一部分位于该森林。                                                                                                |
| 科尼卡国家森林                                                          |           | 欧盆塘和松树                                                           | 亚拉巴马州 31°05′N 86°38′W / 31.083°N 86.633°W                         | 1936年7月17日  | 83,983英畝（339.9平方）        | 与亚拉巴马州其他国家森林联合管理的科尼卡国家森林内有两片指定休闲区：蓝湖（Blue Lake）、欧盆塘（Open Pond）。森林海拔较高的地方气候干燥，土壤偏向沙地，育有长叶松林；海拔较低的地带则有沉洞池、温泉、沼泽等。:2–8                                                                           |
| 科罗纳多国家森林                                                        |           | 天堂谷市西部的山脉与森林                                               | 亞利桑那州、新墨西哥州 32°30′N 110°40′W / 32.500°N 110.667°W           | 1902年4月11日  | 1,718,945英畝（6,956.3平方）   | 科罗纳多国家森林位于美國西南部，境内有天空島、莱森山，和马德拉峡谷的观鸟点。此外，林内还有八处荒原，以及霍普金斯山、萊蒙山的天文台。 |
| 克洛坦国家森林                                                          |           | 帕茜池自然步道旁侧的沼泽                                               | 北卡罗来纳州 34°52′N 77°00′W / 34.867°N 77.000°W                       | 1936年7月29日  | 161,325英畝（652.9平方）       | 克洛坦国家森林是美国东海岸线上唯一一座国家森林，内有河口和浅滩沼泽地这两种地形。它是捕蠅草、瓶子草等肉食性植物的栖息地。白橡树河河口的杉点乐园也是森林内的一处休闲区。:214–222                                                                                           |
| 卡斯特国家森林                                                          |           | 格拉尼特峰下的一座山                                                   | 蒙大拿州、南达科他州 45°30′N 106°00′W / 45.500°N 106.000°W             | 1907年3月2日   | 1,189,465英畝（4,813.6平方）   | 卡斯特国家森林内有熊牙公路、圆顶石与城堡国家自然地标（The Capitol Rock and the Castles National Natural Landmarks）。森林内的阿布萨罗卡-熊牙原野中有蒙大拿州最高点——格拉尼特峰，海拔12,807英尺（3,904）。 |
| 丹尼尔·布恩国家森林                                                     |           | 从塔特丘望向森林                                                       | 肯塔基州 37°17′N 83°52′W / 37.283°N 83.867°W                           | 1937年2月23日  | 564,168英畝（2,283.1平方）     | 丹尼尔·布恩国家森林覆盖了部分坎伯兰高原、阿巴拉契亚山脉，有两片原野地区、数座水库，坎伯兰瀑布、红河河谷、雅虎拱等数个风景区，以及诸多洞穴。 |
| 戴维·克罗克特国家森林                                                   |           | 拉特克里夫湖                                                           | 德克萨斯州 31°18′N 95°06′W / 31.300°N 95.100°W                         | 1936年10月13日 | 161,140英畝（652.1平方）       | 戴维·克罗克特国家森林的大沼原野位于德克萨斯州东南部的松林与中部的黑土草原接壤之处，其森林主要由硬木林构成。林区内的拉特克里夫湖（Ratcliff Lake）面积45英畝（18公頃），湖畔坐落着拉特克里夫休闲区。:310–312                                                                            |
| 德尔塔国家森林                                                          |           | 德尔塔国家森林向日葵野生管理区的标志                                   | 密西西比州 32°45′N 90°46′W / 32.750°N 90.767°W                         | 1961年1月12日  | 62,109英畝（251.3平方）        | 德尔塔国家森林是国家森林系统中唯一一座滩涂硬木森林，位于密西西比河的冲积平原上。森林内的绿灰橡树枫香自然研究区（Green Ash-Overcup Oak-Sweetgum Research Natural Areas）因现存的滩涂原始森林而被划为国家自然地标。:167–172 |
| 德舒特国家森林                                                          |           | 横跨熔岩河向东北方向望去，背景是三座火山：南西斯特山、布罗肯山、光棍山 | 俄勒冈州 43°50′N 121°32′W / 43.833°N 121.533°W                         | 1908年7月1日   | 1,612,218英畝（6,524.4平方）   | 喀斯喀特山脉东面的德舒特国家森林内有纽贝里国家火山纪念区和五片原野地区。熔岩河洞穴全长5,211英尺（1,588），是全俄勒冈州最长的熔岩管。 |
| 德·索托国家森林                                                         |           | 德·索托国家森林中的松树林                                              | 密西西比州 31°02′N 88°59′W / 31.033°N 88.983°W                         | 1936年6月17日  | 532,100英畝（2,153.3平方）     | 德·索托国家森林内流淌着叶河，并坐拥密西西比州唯一一片原野地区——布莱克溪原野。布莱克溪与图克夏山尼国家休闲步道（The Black Creek and Tuxachanie National Recreational Trail）总长60英里（97），也适合远足。布莱克溪长21英里（34），是条指定的国家野生与风景河流。:173–178                                                            |
| 迪克西国家森林                                                          |           | 红谷中的12号风景公路                                                   | 犹他州 38°15′N 111°30′W / 38.250°N 111.500°W                           | 1905年9月25日  | 1,885,655英畝（7,631.0平方）   | 迪克西国家森林坐落在大盆地和科羅拉多河流域的分界线上，海拔从临近圣乔治的2,800英尺（850）到博爾德山的11,322英尺（3,451），内有阿什当峡谷、博克斯-死亡谷、杨木林、松谷山这四片原野地区。                                                                                   |
| 埃尔多拉多国家森林                                                      |           | 通往温尼马卡湖的步道的两侧山脉与森林                                   | 加利福尼亚州 38°47′N 120°19′W / 38.783°N 120.317°W                     | 1910年7月28日  | 695,098英畝（2,813.0平方）     | 埃尔多拉多国家森林位于內華達山脈，拥有611英里（983）长的溪流可供垂钓，297座湖泊、水库，349英里（562）长的步道和与2,367英里（3,809）长的马路。林内的荒芜原野是美国平均每公顷访问量最高的荒原。:84–88                                                                      |
| 云盖国家森林                                                            |           | 云盖国家森林被森林覆盖的山腰                                           | 波多黎各 18°17′N 65°48′W / 18.283°N 65.800°W                           | 1903年1月17日  | 28,683英畝（116.1平方）        | 这是国家森林系统内唯一一座热带雨林，其海拔较高的地区年降水量近200英寸（510）。森林内由240种不同的树木，其中23种是云盖国家森林所独有的，全世界其他地方均找不到。 |
| 五指湖国家森林                                                          |           | 在五指湖国家森林中从高出眺望山丘、森林和周遭环境                       | 纽约州 42°31′N 76°47′W / 42.517°N 76.783°W                             | 1983年         | 16,352英畝（66.2平方）         | 五指湖国家森林位于塞尼卡湖和卡尤加湖间，是美国最小的国家森林之一。峡谷步道（Gorge Trail）探入森林的一个小河谷种，北部国家风景步道则穿过森林的一小部分。:209–212 |
| 鱼湖国家森林                                                            |           | 秋季，瑞奇菲尔德巡逻区的白杨                                           | 犹他州 38°42′N 111°57′W / 38.700°N 111.950°W                           | 1899年2月10日  | 1,452,969英畝（5,880.0平方）   | 鱼湖国家森林位于犹他州中南部，名自州内最大的自然山地湖——鱼湖。林内的塔夏尔岭最高点位于海拔12,174英尺（3,711）的德拉诺峰。:284–288 |
| 弗拉特海德国家森林                                                      |           | 大萨门湖和鲍勃·马歇尔原野                                              | 蒙大拿州 48°01′N 113°48′W / 48.017°N 113.800°W                         | 1897年2月22日  | 2,413,573英畝（9,767.4平方）   | 弗拉特海德与冰川國家公園接壤，是灰熊、強壯紅點鮭、加拿大猞猁的栖息地。森林内有四片荒原（包括鲍勃·马歇尔原野和大灰熊原野）。:203–208 |
| 弗朗西斯·马里恩国家森林                                                 |           | 松林中的步道                                                           | 南卡罗来纳州 33°10′N 79°42′W / 33.167°N 79.700°W                       | 1936年7月10日  | 258,673英畝（1,046.8平方）     | 弗朗西斯·马里恩国家森林内有全长150英里（240）的溪流和多种野生动物，当中便有近危的红顶啄木鸟。森林与萨姆特国家森林联合管理，林内有四片荒原地区。:282–289 |
| 弗里蒙特-威纳马国家森林                                                 |           | 鸟瞰希尔森山                                                           | 俄勒冈州 42°34′N 120°52′W / 42.567°N 120.867°W                         | 1906年9月17日  | 2,253,796英畝（9,120.8平方）   | 弗里蒙特-威纳马环绕华纳岭、接壤火山口湖國家公園，内有俄勒冈内陆的半干旱地区。吉尔哈特山原野位于森林中心区附近。:217–220 |
| 加勒廷国家森林                                                          |           | 雏菊山口附近的山脉                                                     | 蒙大拿州 45°15′N 111°00′W / 45.250°N 111.000°W                         | 1899年2月10日  | 1,849,701英畝（7,485.5平方）   | 加勒廷国家森林与黃石國家公園北界接壤，内有阿布萨罗卡-熊牙原野、李·梅特卡夫原野的各一部分。1959年的一场地震造成了滑坡，形成了麦迪逊河上的堰塞湖。 |
| 乔治·华盛顿和杰斐逊国家森林                                             |           | 从小水闸山的白岩，望向森林覆盖之下的山脉                               | 弗吉尼亚州、西維吉尼亞州、肯塔基州 38°12′N 79°21′W / 38.200°N 79.350°W | 1918年5月16日  | 1,792,209英畝（7,252.8平方）   | 在阿巴拉契亚山脉之中，森林的最高点位于罗杰斯山。该山位于罗杰斯山国家休闲区，海拔5,729英尺（1,746），是弗吉尼亚州的最高点。森林内有230,000英畝（930平方）的原始森林，藍嶺山行車通道、阿帕拉契小徑穿林而过。                                                               |
| 吉福德·平肖国家森林                                                     |           | 被白雪覆盖了一部分的欧德斯诺伊山                                       | 华盛顿州 46°10′N 121°48′W / 46.167°N 121.800°W                         | 1908年7月1日   | 1,312,274英畝（5,310.6平方）   | 吉福德·平肖国家森林内有圣海伦斯山国家火山纪念区、七片荒原、全长1,475英里（2,374）的步道和全长4,104英里（6,605）的道路。 |
| 希拉国家森林                                                            |           | 希拉国家森林中的山脉和山谷                                             | 新墨西哥州 33°17′N 108°20′W / 33.283°N 108.333°W                       | 1899年3月2日   | 2,658,321英畝（10,757.8平方）  | 该森林内的希拉原野曾是世界上第一个荒原地区，1924年6月3日设立。此外，森林内的猫步国家休闲步道（Catwalk National Recreation Trail）沿着窄窄的峡谷绵延而上1.1英里（1.8），顺着怀特沃特溪（Whitewater Creek）前行。 |
| 大平顶山国家森林                                                        |           | 从南部看向大平顶山的西北缘                                             | 科羅拉多州 39°05′N 107°54′W / 39.083°N 107.900°W                       | 1908年7月1日   | 345,939英畝（1,400.0平方）     | 地处西科罗拉多州的大平顶山国家森林中有超过300座湖泊，其林地覆盖了部分城垛平顶山，和大平顶山的绝大部分地区。大平顶山是世界上最大的平头山，平均海拔10,500英尺（3,200）。森林与甘尼森国家森林、安肯帕格里国家森林并在一起，统一维护。:49–56                                 |
| 绿山山脉国家森林                                                        |           | 秋季，哈普古德池塘休闲区一条路旁的的树木                               | 佛蒙特州 43°18′N 73°00′W / 43.300°N 73.000°W                           | 1932年4月25日  | 408,419英畝（1,652.8平方）     | 该国家森林位于佛蒙特州綠山山脈的山峦之间，拥有八处荒原。森林内的步道总长900英里（1,400），当中有阿帕拉契小徑和两条国家休闲步道：长线步道和罗伯特·弗罗斯特步道（Robert Frost Trail）。 |
| 甘尼森国家森林                                                          |           | 春季，克雷斯特德比特附近的库珀湖步道沿路的山脉                         | 科羅拉多州 38°41′N 106°41′W / 38.683°N 106.683°W                       | 1905年5月12日  | 1,666,514英畝（6,744.1平方）   | 甘尼森国家森林位于洛磯山脈靠近甘尼森的地区。包括马龙双子峰-斯诺马斯原野在内，该森林共有七片荒原。蒙脱石矿石导致了斯拉姆古利恩滑坡（Slumgullion Slide），是该州规模最大的活跃滑坡。:56–67                                                                                                  |
| 海伦娜国家森林                                                          |           | 海伦娜国家森林中，约克-特鲁特溪桥横跨密苏里河                          | 蒙大拿州 46°33′N 112°12′W / 46.550°N 112.200°W                         | 1906年4月12日  | 982,385英畝（3,975.6平方）     | 森林环绕着蒙大拿州的首府海伦娜，林内大陆分水岭路径迂回行进约有80英里（130）。埃尔克霍恩山岭是国家森林系统中唯一一处野生动物管理单元。 |
| 海华沙国家森林                                                          |           | 海华沙国家森林中，M-28号公路旁森林的标志                               | 密歇根州 46°10′N 86°40′W / 46.167°N 86.667°W                           | 1931年1月16日  | 898,475英畝（3,636.0平方）     | 海华沙国家森林位于密西根州的上半島，与苏必利尔湖、密歇根湖、休伦湖接壤。森林内有大岛国家休闲区和五片国家荒野。 |
| 霍利温泉国家森林                                                        |           | 霍利温泉国家森林中的沼泽柏                                             | 密西西比州 34°34′N 89°18′W / 34.567°N 89.300°W                         | 1936年6月15日  | 156,243英畝（632.3平方）       | 霍利温泉国家森林位于密西西比州中北部地区，在森林的高地有着数座小湖，低地森林景观也很独特。车瓦拉与普斯卡斯休闲区（Chewalla and Puskus recreation areas）围绕着以它命名的湖泊，内有码头。:178–180 |
| 霍莫奇托国家森林                                                        |           | 霍莫奇托国家森林的标志                                                 | 密西西比州 31°26′N 90°56′W / 31.433°N 90.933°W                         | 1936年7月20日  | 192,237英畝（778.0平方）       | 位于南密西西比的这片森林以霍莫奇托河命名，该河的名字意为“大红河”。植被茂密的的丘陵构成了森林的绝大部分，但在派普斯湖（Pipes Lake）、克利尔泉（Clear Springs）和内博山（Mount Nebo）附近设有休闲设施。:180–186                                                                                             |
| 胡热国家森林                                                            |           | 胡热国家森林大雾弥漫的山岭                                             | 印第安纳州 38°31′N 86°31′W / 38.517°N 86.517°W                         | 1961年10月1日  | 203,627英畝（824.0平方）       | 先锋母亲纪念森林（Pioneer Mothers Memorial Forest）位于胡热国家森林内，是片面积88英畝（36公頃）的原始森林。森林的查理斯·C·迪姆原野是印第安纳州唯一一片荒原。 |
| 洪堡-托伊亚比国家森林                                                   |           | 群山环绕的拉莫伊尔峡谷中的杨树                                         | 内华达州、加利福尼亚州 40°23′N 115°33′W / 40.383°N 115.550°W           | 1906年5月3日   | 6,290,945英畝（25,458.6平方）  | 作为阿拉斯加州境外最大的国家森林，洪堡-托伊亚比国家森林绵延于内华达州盆地山岭省的山峦间。林内的斯普林山国家休闲区位于拉斯维加斯附近。 |
| 休伦-马尼斯蒂国家森林                                                   |           | 本顿湖四周的森林                                                       | 密歇根州 44°33′N 83°52′W / 44.550°N 83.867°W                           | 1928年7月30日  | 975,130英畝（3,946.2平方）     | 洛达湖国家野花自然保护区（Loda Lake National Wildflower Sanctuary）位于森林中的一个小型温泉湖旁。诺斯豪斯沙丘原野沿密歇根湖有着140英尺（43）高的沙丘。 |
| 爱达荷州狭长地带国家森林 科达伦国家森林、圣乔国家森林、卡尼克苏国家森林 | 、        | 李维特湖与四周的山脉、森林                                             | 爱达荷州、蒙大拿州、华盛顿州 47°43′N 116°13′W / 47.717°N 116.217°W     | 1906年11月6日  | 3,074,438英畝（12,441.8平方）  | 爱达荷州狭长地带国家森林内有两片荒野（卡宾奈特山岭原野和萨摩-普利斯特原野）以及数个休闲区域。该森林从美加边界一直延伸到圣乔河，该河是世界上海拔最高的可通航河流。:173–179                                                                                                |
| 因约国家森林                                                            |           | 从惠特尼山口步道起点望向惠特尼山                                       | 加利福尼亚州、内华达州 37°30′N 118°39′W / 37.500°N 118.650°W           | 1907年5月25日  | 1,957,264英畝（7,920.8平方）   | 因约国家森林位于內華達山脈，内有莫諾湖、狐尾松亚组、长谷火山口、九片荒原区域，以及惠特尼峰，海拔14,505英尺（4,421），是全美阿拉斯加之外的地区中的最高点。 |
| 凯巴布国家森林                                                          |           | 秋季的白杨与草原                                                       | 亞利桑那州 35°56′N 112°09′W / 35.933°N 112.150°W                       | 1908年7月1日   | 1,561,060英畝（6,317.4平方）   | 森林坐落在科羅拉多高原之上，与大峽谷國家公園的南北两界接壤。其海拔最高点为10,418英尺（3,175）高的肯德里克山，位于肯德里克山原野之中。森林中的步道长度超过300英里（480），此外也有四片原野地区。                                                                          |
| 吉赛奇国家森林                                                          |           | 吉赛奇拜尤                                                             | 路易斯安那州 31°00′N 92°37′W / 31.000°N 92.617°W                       | 1930年6月10日  | 607,540英畝（2,458.6平方）     | 吉赛奇是路易斯安那州唯一一座国家森林，由原始松林和河口沼泽的落羽杉丛构成。森林中有48种哺乳动物、56种爬行动物、30种两栖动物和155种繁殖鸟、越冬鸟。 |
| 克来麦斯国家森林                                                        |           | 从森林中穿过的一条路                                                   | 加利福尼亚州、俄勒冈州 41°30′N 123°08′W / 41.500°N 123.133°W           | 1905年5月6日   | 1,672,442英畝（6,768.1平方）   | 该森林横跨加利福尼亚州与俄勒冈州的交界处，内有五片荒原的部分地区，还有152英里（245）长的野生与风景河，以及200英里（320）长的河流可供泛舟（包括克拉玛斯河）。锡斯基尤-马里波萨百合是该森林的特有種，只在该森林中出现过。                                                  |
| 库特奈国家森林                                                          |           | 库特奈国家森林中的雪山                                                 | 蒙大拿州、爱达荷州 48°32′N 115°26′W / 48.533°N 115.433°W               | 1906年8月13日  | 1,810,361英畝（7,326.3平方）   | 库特奈国家森林中坐落着卡宾耐特山岭，库特内河与克拉克福克河也流经森林。诺克森和卡宾耐特峡谷的水库位处于森林内的克拉克支流（Clark Fork）上。林内的西北峰风景区（Northwest Peak Scenic Area）位于塞爾扣克山脈之中。:222–226                                                                                     |
| 太浩湖盆地管理区                                                        |           | 太浩湖                                                                 | 加利福尼亚州、内华达州 38°55′N 119°58′W / 38.917°N 119.967°W           | 1973年4月      | 152,008英畝（615.2平方）       | 太浩湖盆地管理区负责监管太浩湖附近的森林局的管辖土地，1973年4月建立，以保护该湖独特的生态、娱乐价值。D |
| 湖中之地国家休闲区                                                      |           | 倒映在湖水上的环山                                                     | 肯塔基州、田纳西州 36°46′39″N 88°3′47″W / 36.77750°N 88.06306°W        | 1963年6月      | 171,251英畝（693.0平方）       | 湖中之地国家休闲区位于西肯塔基州和田纳西州，地处美国最大的内陆半岛之上，夹在肯塔基湖和伯克利湖之间，其森林、湿地、开放土地的总面积超过170,000英畝（69,000公頃）。 |
| 拉森国家森林                                                            |           | 回声湖                                                                 | 加利福尼亚州 40°05′N 121°14′W / 40.083°N 121.233°W                     | 1905年6月2日   | 1,066,027英畝（4,314.1平方）   | 该森林环绕着拉森火山國家公園，内有三片原野，以及92,000英畝（37,000公頃）的內華達山脈原始混合针叶林。林内的赛博维洞（是条长0.3英里（0.48）的熔岩管，对公众开放。 |
| 刘易斯和克拉克国家森林                                                  |           | 在中国墙附近骑着骡子的巡逻员                                           | 蒙大拿州 46°55′N 110°38′W / 46.917°N 110.633°W                         | 1897年2月22日  | 1,871,490英畝（7,573.7平方）   | 该森林位于蒙大拿州中北部，内有七座山脉，以及鲍勃·马歇尔原野、替罪羊原野的很大一部分。森林管理方负责运营位于大瀑布城的的刘易斯和克拉克解说中心（Lewis and Clark Interpretive Center）。 |
| 林肯国家森林                                                            |           | 林肯国家森林内，部分被森林覆盖的山岭                                   | 新墨西哥州 32°57′N 105°26′W / 32.950°N 105.433°W                       | 1902年7月26日  | 1,095,470英畝（4,433.2平方）   | 林肯国家森林覆盖了四座山脉（卡皮坦山脉、瓜达洛普山脉、萨克拉门托山脉、塞拉白朗卡）的很大一部分，海拔在4,000英尺（1,200）到11,500英尺（3,500）之间。此外，森林也是斯莫基熊的出生地。                                                                                      |
| 洛洛国家森林                                                            |           | 雷尼湖和附近的山脉                                                     | 蒙大拿州 47°09′N 114°26′W / 47.150°N 114.433°W                         | 1906年9月20日  | 2,237,961英畝（9,056.7平方）   | 洛洛国家森林位于大陆分水岭以西，内有四片荒原的部分地区、总长700英里（1,100）的步道，和上百座已命名的的湖泊。林内至少有20种鱼类、60种哺乳动物、300种鸟类和1500种植物。 |
| 洛斯帕德里斯国家森林                                                    |           | 群山间茂密的树林                                                       | 加利福尼亚州 34°32′N 119°46′W / 34.533°N 119.767°W                     | 1898年3月2日   | 1,772,237英畝（7,172.0平方）   | 洛斯帕德里斯国家森林环绕着部分加利福尼亚州海岸山脉和橫向山脉，拥有十片荒原，覆盖森林面积的48%。林内步道总长1,257英里（2,023），当中有部分是哈辛托·雷斯国家风景道路（Jacinto Reyes National Scenic Trail）的支道。                                                                                           |
| 马卢尔国家森林                                                          |           | 秋天的草莓湖与群山                                                     | 俄勒冈州 44°15′N 118°51′W / 44.250°N 118.850°W                         | 1908年7月1日   | 1,480,818英畝（5,992.7平方）   | 马卢尔国家森林位于东俄勒冈州的藍山山脈之间，其最高点位于草莓山，海拔9,038英尺（2,755）。雪松林植物区（Cedar Grove Botanical Area）是美国喀斯喀特山脉以东的地区中，唯一长有阿拉斯加黄雪松的地方。                                                                                                   |
| 曼泰拉萨尔国家森林                                                      |           | 从梅伦廷山望向皮亚乐山                                                 | 犹他州、科羅拉多州 38°23′N 109°01′W / 38.383°N 109.017°W               | 1903年5月29日  | 1,269,984英畝（5,139.4平方）   | 森林覆盖了东犹他州的拉萨尔山脉和亚瓦霍山岭，海拔在皮亚乐山达到最高点12,721英尺（3,877），林内唯一一片荒原是暗谷原野。:288–298 |
| 马克·吐温国家森林                                                       |           | 圣弗朗西斯河上的一艘皮艇                                               | 密蘇里州 37°00′N 91°30′W / 37.000°N 91.500°W                           | 1939年9月11日  | 1,504,881英畝（6,090.0平方）   | 马克·吐温国家森林是密苏里州唯一一座国家森林，拥有七片荒原，十一点国家自然与风景河。林中有19片自然区受密苏里州保育部管辖。 |
| 梅迪辛博-鲁特国家森林                                                   |           | 工作中心附近的山脉和草原                                               | 科羅拉多州、怀俄明州 41°14′N 106°15′W / 41.233°N 106.250°W             | 1902年5月22日  | 2,210,327英畝（8,944.9平方）   | 该森林覆盖了洛磯山脈的诸多子脉，海拔从5,500英尺（1,700）到12,940英尺（3,940）之间不等。林内有十片荒原，还有占地500英畝（200公頃）的罗布·罗伊水库（Rob Roy Reservoir）。 |
| 门多西诺国家森林                                                        |           | 霍华德湖与被森林覆盖的群山                                             | 加利福尼亚州 39°38′N 122°51′W / 39.633°N 122.850°W                     | 1908年7月1日   | 915,532英畝（3,705.0平方）     | 门多西诺是加利福尼亚州唯一一座没有被高速公路横穿其中的国家森林。该森林的基因资源与保育中心（Genetic Resource and Conservation Center）负责培育用来林地复育、流域复原、野生动物康复等项目的植物。 |
| 莫多克国家森林                                                          |           | 登峰步道和环绕的群山                                                   | 加利福尼亚州 41°34′N 120°53′W / 41.567°N 120.883°W                     | 1904年11月29日 | 1,680,405英畝（6,800.4平方）   | 莫多克国家森林内有医药湖火山，其海拔7,921英尺（2,414），是北美洲最大的盾狀火山。原始森林的覆盖面积达43,400英畝（17,600公頃），此外还有南华纳原野中的米尔溪瀑布（Mill Creek Falls）。 |
| 莫农加希拉国家森林                                                      |           | 塞内卡岩                                                               | 西維吉尼亞州 38°33′N 79°54′W / 38.550°N 79.900°W                       | 1920年4月28日  | 920,583英畝（3,725.5平方）     | 莫农加希拉国家森林内有斯普鲁斯丘-塞内卡岩国家休闲区和八片原野地区。斯普鲁斯丘（海拔4,863英尺（1,482））是西弗吉尼亚州的最高点，塞内卡岩（海拔900英尺（270））则是一个石英岩悬崖。                                                                                        |
| 贝克山-斯诺夸尔米国家森林                                               |           | 桌山与其湖中倒影                                                       | 华盛顿州 48°28′N 121°25′W / 48.467°N 121.417°W                         | 1897年2月22日  | 2,562,955英畝（10,371.9平方）  | 位于喀斯喀特山脉内的贝克山-斯诺夸尔米国家森林内坐落着貝克山，其海拔10,781英尺（3,286），是一座覆盖了冰川的複式火山。该国家森林内还有貝克山国家休闲区、太平洋屋脊步道、太平洋西北步道，以及十片原野的部分区域。                                                           |
| 胡德山国家森林                                                          |           | 胡德山与其在镜湖中的倒影                                               | 俄勒冈州 45°16′N 121°49′W / 45.267°N 121.817°W                         | 1892年6月17日  | 1,069,427英畝（4,327.8平方）   | 胡德山国家森林名自森林内部的胡德山，该山海拔11,249英尺（3,429），是奥尔良的最高点。森林从哥伦比亚河峡谷延展到胡德山国家休闲区和九片原野地区。 |
| 楠塔哈拉国家森林                                                        |           | 干瀑布                                                                 | 北卡罗来纳州 35°12′N 83°33′W / 35.200°N 83.550°W                       | 1907年2月6日   | 532,300英畝（2,154.1平方）     | 位于北卡罗来纳州西南地区的楠塔哈拉国家森林内有楠塔哈拉峡谷（Nantahala Gorge）和楠塔哈拉河。森林内有总长度600英里（970）的小径，其海拔介乎于1,200英尺（370）至5,800英尺（1,800）之间，最高点位于孤禿山（Lone Bald）。                                                                             |
| 内布拉斯加国家森林                                                      |           | 贝西巡逻区内的林地草原                                                 | 內布拉斯加州 41°42′N 100°22′W / 41.700°N 100.367°W                     | 1902年4月16日  | 140,813英畝（569.8平方）       | 1902年，查理斯·贝西设立了该森林，用以尝试在北美大平原树木稀少的地区是否能够设立森林来用作国家木材保育地。贝西托儿所（Bessey Nursery）位于林内贝西巡逻区的西北角处。:240–242 |
| 内兹珀斯国家森林                                                        |           | 秋季的克鲁克德河                                                       | 爱达荷州 45°27′N 115°55′W / 45.450°N 115.917°W                         | 1908年7月1日   | 2,223,586英畝（8,998.5平方）   | 内兹珀斯国家森林内有四片荒原地区：弗兰克·丘奇-不归路河原野、福音驼峰原野、地狱谷原野和塞尔韦-苦根原野。该森林与清水国家森林合并到一起进行管理。 |
| 奥卡拉国家森林                                                          |           | 法利草原内的一个池塘                                                   | 佛罗里达州 29°12′N 81°44′W / 29.200°N 81.733°W                         | 1908年11月24日 | 384,693英畝（1,556.8平方）     | 奥卡拉国家森林保育着世界上最大的沙松灌木林，除此之外森林内还拥有超过六百座湖泊、河流、喷泉，以及四片荒原地区，佛罗里达步道也从森林中穿行而过。:34–37 |
| 奥乔科国家森林                                                          |           | 斯坦石柱                                                               | 俄勒冈州 44°22′N 120°07′W / 44.367°N 120.117°W                         | 1911年7月1日   | 854,817英畝（3,459.3平方）     | 奥乔科国家森林的地形古怪多变，林内还有95,000英畝（38,000公頃）的原始森林、克鲁克德溪的源头，和三片荒原地区。斯坦石柱（Stein’s Pillar）高350英尺（110），位于奥乔科山岭之中。:227–229                                                                                                   |
| 奥卡诺根-韦纳奇国家森林                                                 |           | 从枫林路望向湖畔的山林                                                 | 华盛顿州 48°38′N 119°35′W / 48.633°N 119.583°W                         | 1911年7月1日   | 1,501,826英畝（6,077.7平方）   | 该森林位于喀斯喀特山脉的东坡，从美加边界一直延伸到哥倫比亞河与奧肯甘河的河畔。林中的步道总长1,285英里（2,068），其中有部分为太平洋屋脊步道。:329–332 |
| 奥林匹克国家森林                                                        |           | 从飓风岭望向森林和奥林匹克山                                           | 华盛顿州 48°07′N 124°15′W / 48.117°N 124.250°W                         | 1897年2月22日  | 631,808英畝（2,556.8平方）     | 该森林环绕着华盛顿州奥林匹克半岛的奧林匹克國家公園，内有五片荒原，占森林总面积的14%。该森林亦是美国年降雨量最高的地区。:332–338 |
| 奥西奥拉国家森林                                                        |           | 松林与下层的锯棕榈                                                     | 佛罗里达州 30°19′N 82°27′W / 30.317°N 82.450°W                         | 1931年7月10日  | 160,192英畝（648.3平方）       | 比格贡姆沼泽原野是森林中唯一一片荒原。奥西奥拉科研自然区域（Osceola Research Natural Area）自1974年以来就一直是一处国家自然地标。南北战争奥拉斯蒂之战曾发生在这片森林的所在位置中。佛罗里达步道从森林中穿过，其穿过长度为23英里（37）。                                                               |
| 渥太华国家森林                                                          |           | 凯瑟琳湖湖畔的松林                                                     | 密歇根州 46°27′N 89°15′W / 46.450°N 89.250°W                           | 1931年1月27日  | 990,961英畝（4,010.3平方）     | 渥太华国家森林位于密西根上半島，从苏必利尔湖一直绵延到威斯康辛州的边界。森林中已命名的湖泊有500处，此外还有2,000英里（3,200）长的溪流，以及三片荒原地区。 |
| 沃希托国家森林                                                          |           | 从立梯山望向沃希托国家森林                                             | 阿肯色州、奧克拉荷馬州 34°38′N 94°04′W / 34.633°N 94.067°W             | 1907年12月18日 | 1,785,468英畝（7,225.5平方）   | 包括同名的沃希托山岭在内，该森林的原始森林面积达800,000英畝（320,000公頃）。森林内有两片荒原：布莱克福克山原野和上凯厄米希河原野。 |
| 欧扎克-圣弗朗西斯国家森林                                               |           | 从怀特洛克山山顶望向欧扎克                                             | 阿肯色州 35°42′N 93°21′W / 35.700°N 93.350°W                           | 1908年3月5日   | 1,153,374英畝（4,667.5平方）   | 欧扎克-圣弗朗西斯国家森林内的步道全长超过400英里（640），其中便有欧扎克高地步道。布兰查德温泉洞窟是个三层级洞窟系统，对公众开放。 |
| 帕耶特国家森林                                                          |           | 冬季的七魔鬼山岭                                                       | 爱达荷州 45°05′N 115°48′W / 45.083°N 115.800°W                         | 1905年6月3日   | 2,326,779英畝（9,416.1平方）   | 帕耶特国家森林内有七魔鬼山岭，布朗狄巨山滑雪场，以及弗兰克·丘奇-不归路河原野的部分地区。此外它亦与地狱峡谷接壤。:183–187 |
| 派克国家森林                                                            |           | 派克国家森林中的一座湖泊，以及周围的群山                               | 科羅拉多州 39°10′N 105°27′W / 39.167°N 105.450°W                       | 1892年2月11日  | 1,096,146英畝（4,435.9平方）   | 派克国家森林中有海拔14,115英尺（4,302）的派克峰，以及三片荒原。自1975年以来，森林已与圣伊莎贝尔国家森林合并管理。 |
| 皮斯加国家森林                                                          |           | 上流溪瀑布                                                             | 北卡罗来纳州 35°48′N 82°20′W / 35.800°N 82.333°W                       | 1916年10月17日 | 509,283英畝（2,061.0平方）     | 皮斯加国家森林的海拔超过6,000英尺（1,800），林内有46,600英畝（18,900公頃）的原始森林，包括10,000英畝（4,000公頃）的林维尔峡谷。森林中有三片荒原地带：林维尔峡谷原野、中普朗原野和闪耀岩原野。                                                                            |
| 普卢默斯国家森林                                                        |           | 巴克斯湖                                                               | 加利福尼亚州 39°56′N 120°49′W / 39.933°N 120.817°W                     | 1905年3月27日  | 1,189,554英畝（4,814.0平方）   | 普卢默斯国家森林内有127,000英畝（51,000公頃）的原始森林。小草谷休闲区（The Little Grass Valley Recreation Area）围绕着小草谷水库，当中有露营地、码头等设施与服务。 |
| 普雷斯科特国家森林                                                      |           | 明格斯山附近的湖泊                                                     | 亞利桑那州 34°35′N 112°36′W / 34.583°N 112.600°W                       | 1898年5月10日  | 1,257,005英畝（5,086.9平方）   | 普雷斯科特国家森林的植被特征从低海拔地区索诺兰沙漠的典型植被分布到高海拔地区的西黄松。林中有八片荒原地区，以及全长450英里（720）的步道。 |
| 格兰德河国家森林                                                        |           | 石山口路附近的群山                                                     | 科羅拉多州 37°43′N 106°37′W / 37.717°N 106.617°W                       | 1908年7月1日   | 1,837,661英畝（7,436.8平方）   | 格蘭德河的源头位于该森林西部的圣胡安山脉当中，桑格雷克里斯托山脉则组成了该森林的东界。森林的最高点位于白兰卡峰，海拔14,345英尺（4,372），从峰顶可眺望到圣路易斯谷与大沙丘国家公园。                                                                                      |
| 罗格河-锡斯基尤国家森林                                                 |           | 冬季的普雷斯顿峰                                                       | 俄勒冈州、加利福尼亚州 41°58′N 123°08′W / 41.967°N 123.133°W           | 1893年9月28日  | 1,718,893英畝（6,956.1平方）   | 该森林从喀斯喀特山脉延伸到锡斯基尤山脉，罗格河的流域占了森林面积的75%以上。林中有八片荒原地区的部分地区，以及一株高268.35英尺（81.79）的西黄松，可能是世界上最高的松树。                                                                                                 |
| 罗斯福国家森林                                                          |           | 伊莎贝尔湖周围的群山                                                   | 科羅拉多州 40°32′N 105°35′W / 40.533°N 105.583°W                       | 1902年5月22日  | 814,090英畝（3,294.5平方）     | 位于北科罗拉多州洛磯山脈中的罗斯福国家森林内有六片荒原的部分地区，与阿拉帕霍国家森林、波尼国家草原联合管理。 |
| 萨宾国家森林                                                            |           | 萨宾国家森林的标志                                                     | 德克萨斯州 31°30′N 93°52′W / 31.500°N 93.867°W                         | 1936年10月13日 | 161,088英畝（651.9平方）       | 萨宾国家森林与托莱多本德水库的西界接壤，内有全长28英里（45）的步道。该森林中唯一的一片荒原地区是印第安土丘荒原（Indian Mounds Wilderness）。原始森林分布在该荒原之中，以及米尔溪拱（Mill Creek Cove）水库的岸边。:312–316                                                                                       |
| 萨门-夏利斯国家森林                                                     |           | 冬季的博拉峰与迷河山岭                                                 | 爱达荷州 45°07′N 114°09′W / 45.117°N 114.150°W                         | 1908年7月1日   | 4,226,973英畝（17,106.0平方）  | 萨门-夏利斯国家森林内有弗兰克·丘奇-不归路河原野的部分地区，三文鱼河从森林中流淌而过。爱达荷州的最高点博拉峰海拔12,662英尺（3,859），位于森林中的迷河山岭内。 |
| 山姆·休斯敦国家森林                                                     |           | 硬木沼泽                                                               | 德克萨斯州 30°32′N 95°21′W / 30.533°N 95.350°W                         | 1936年10月13日 | 163,264英畝（660.7平方）       | 隆斯达步道（Lone Star Trail）从山姆·休斯敦国家森林中穿过，构成了康柔湖、利文斯顿湖的部分边界。小湖溪原野（Little Lake Creek Wilderness）是森林中的唯一一片荒原地带。 |
| 塞缪尔·R·麦凯尔维国家森林                                               |           | 森林边界的草原                                                         | 內布拉斯加州 42°43′N 101°02′W / 42.717°N 101.033°W                     | 1971年10月15日 | 115,847英畝（468.8平方）       | 塞缪尔·R·麦凯尔维国家森林位于内布拉斯加州的沙丘中，由大草原与1903年以来一直在人工培植的森林混合而成，当中西黄松的培育效果最好。:243–244 |
| 圣贝纳迪诺国家森林                                                      |           | 从银木湖望向圣安东尼奥山                                               | 加利福尼亚州 34°03′N 116°57′W / 34.050°N 116.950°W                     | 1893年2月25日  | 678,980英畝（2,747.7平方）     | 圣贝纳迪诺国家森林内有圣罗莎和圣哈辛托山国家纪念碑的部分地区。该森林环绕着箭头湖等水库。 |
| 圣伊莎贝尔国家森林                                                      |           | 圣伊莎贝尔国家森林中的一处山谷                                         | 科羅拉多州 38°24′N 105°56′W / 38.400°N 105.933°W                       | 1902年4月11日  | 1,108,639英畝（4,486.5平方）   | 圣伊莎贝尔国家森林内有科罗拉多州54座海拔14000英尺以上的高峰中的19座，当中便包括阿爾伯特峰，是该州的最高点，海拔14,440英尺（4,400）。森林内还有沙瓦蚩岭、大学生峰和桑克雷德克利斯托山岭等区域，与派克国家森林共同管理。                                                   |
| 圣胡安国家森林                                                          |           | 圣胡安国家森林的山脉                                                   | 科羅拉多州 37°30′N 107°39′W / 37.500°N 107.650°W                       | 1905年6月3日   | 1,864,595英畝（7,545.7平方）   | 圣胡安国家森林内有烟囱岩国家纪念碑，海拔最低5,000英尺（1,500），最高14,000英尺（4,300）。林中的韦明努歇原野是科罗拉多州最大的一片荒原，海拔499,771英畝（202,250公頃）。                                                                                                  |
| 圣菲国家森林                                                            |           | 仲秋被杨树与白雪覆盖的群山                                             | 新墨西哥州 35°54′N 106°13′W / 35.900°N 106.217°W                       | 1892年1月11日  | 1,544,748英畝（6,251.4平方）   | 圣菲国家森林的最高点是杜鲁查斯峰，海拔13,103英尺（3,994），位于佩柯斯原野。林中的步道总长1,002英里（1,613），部分步道位于华尔利斯火山口国家保护区之内。 |
| 锯齿国家森林                                                            |           | 史丹利湖与麦高恩峰                                                     | 爱达荷州、犹他州 41°54′N 113°29′W / 41.900°N 113.483°W                 | 1905年5月29日  | 1,802,133英畝（7,293.0平方）   | 锯齿国家森林内的湖泊超过1,100处，另有全长1,000英里（1,600）的步道与道路，以及10条山脉，其最高点位于海恩德曼峰，海拔12,009英尺（3,660）。森林由不同的区域构成，包括锯齿国家休闲区、锯齿山脉、锯齿原野，还有四片滑雪场。森林内有四个特有物种，在森林以外的地区从未发现过。 |
| 巨杉国家森林                                                            |           | 巨杉                                                                   | 加利福尼亚州 36°03′N 118°31′W / 36.050°N 118.517°W                     | 1908年7月1日   | 1,139,240英畝（4,610.3平方）   | 巨杉国家森林内有巨杉国家国家纪念碑，二者均得名于世界上最高的树种——巨杉。林内道路总长2,500英里（4,000），步道总长850英里（1,370），当中包括太平洋屋脊步道。 |
| 沙斯塔-三一国家森林                                                     |           | 格兰奈特湖附近的三一-阿尔卑斯山                                        | 加利福尼亚州 41°08′N 122°12′W / 41.133°N 122.200°W                     | 1905年4月26日  | 2,229,286英畝（9,021.6平方）   | 森林中溪流总长6,278英里（10,103），海拔从最低的1,000英尺（300）一直到最高点沙斯塔山，海拔14,179英尺（4,322），此外还有五片荒原地带，以及总长度460英里（740）的步道。 |
| 肖尼国家森林                                                            |           | 日落时的诸神花园                                                       | 伊利诺伊州 37°30′N 88°48′W / 37.500°N 88.800°W                         | 1939年9月6日   | 273,482英畝（1,106.7平方）     | 肖尼国家森林是伊利诺伊州唯一一座国家森林，位于该州的南部，包括诸神花园在内，森林中有七片荒原地区。此外，肖尼国家森林中还有数条步道，其中包括160英里（260）长的河间步道。                                                                                                 |
| 肖松尼国家森林                                                          |           | 平哥拉峰和孤寂湖                                                       | 怀俄明州 44°02′N 109°32′W / 44.033°N 109.533°W                         | 1891年3月30日  | 2,439,093英畝（9,870.7平方）   | 肖松尼国家森林隶属大黄石生态系统，覆盖了部分阿布萨罗卡岭、熊牙山脉和温德河山脉。五片荒原地区组成了该森林的56%的面积，其最高海拔处也同时是怀俄明州的最高点——甘尼特峰，高13,804英尺（4,207）。                                                                             |
| 塞拉国家森林                                                            |           | 孤独的印第安人湖与四周的环山                                           | 加利福尼亚州 37°16′N 119°12′W / 37.267°N 119.200°W                     | 1893年2月14日  | 1,311,231英畝（5,306.4平方）   | 塞拉国家森林位于內華達山脈西坡，海拔13,986英尺（4,263），内有全长1,800英里（2,900）的溪流、480座湖泊、11座水库，和63片露营地。:137–143 |
| 塞尤斯洛国家森林                                                        |           | 俄勒冈沙丘国家休闲区的沙丘                                             | 俄勒冈州 44°32′N 123°53′W / 44.533°N 123.883°W                         | 1908年7月1日   | 630,291英畝（2,550.7平方）     | 塞尤斯洛国家森林内有俄勒冈沙丘国家休闲区、三片荒原，以及位于中俄勒冈州海岸山脉内的卡斯卡德海德风景研究区（Cascade Head Scenic Research Area）。马里斯峰风景植物区（Marys Peak Scenic Botanical Area）内有森林的海拔最高点马里斯峰，海拔4,097英尺（1,249）。                                                                               |
| 六河国家森林                                                            |           | 春天的萨门河                                                           | 加利福尼亚州 40°21′N 123°36′W / 40.350°N 123.600°W                     | 1947年7月1日   | 977,090英畝（3,954.1平方）     | 六河国家森林名自史密斯河、克拉马斯河、三一河、梅德河、凡杜泽河、鳗河这六条河流。森林中还有萨门河系统，已被指定为国家野生与风景河。 |
| 斯坦尼斯劳斯国家森林                                                    |           | 樱花湖与四周的森林                                                     | 加利福尼亚州 38°10′N 120°01′W / 38.167°N 120.017°W                     | 1897年2月22日  | 899,427英畝（3,639.9平方）     | 斯坦尼斯劳斯国家森林中的溪流全长超过800英里（1,300），此外还有四片荒原地带（包括卡森-艾斯伯格原野）。林中的艾米格兰特原野构成了優勝美地國家公園的西北界。:147–150 |
| 萨姆特国家森林                                                          |           | 埃利科特洛克原野边界处的一块牌子                                       | 南卡罗来纳州 34°00′N 82°15′W / 34.000°N 82.250°W                       | 1936年7月13日  | 372,778英畝（1,508.6平方）     | 萨姆特国家森林中有22座瀑布，其水位落差最小有12英尺（3.7），最大达150英尺（46）。林中还有埃利科特洛克原野的部分地区，该荒原是美国境内唯一一片横跨三个州的荒原地区。 |
| 苏必利尔国家森林                                                        |           | 从鹰山望向森林                                                         | 明尼蘇達州 47°50′N 91°31′W / 47.833°N 91.517°W                         | 1909年2月13日  | 2,092,767英畝（8,469.1平方）   | 边境水域独木舟原野位于苏必利尔国家森林中，其独木舟路线总长度超过1,500英里（2,400），有超过1000个湖泊，和2200处指定营地。明尼苏达州的最高峰——鹰山，海拔2,301英尺（701），也位于该森林中。                                                                                 |
| 太浩国家森林                                                            |           | 草原上长着野花                                                         | 加利福尼亚州 39°23′N 120°32′W / 39.383°N 120.533°W                     | 1899年4月13日  | 872,981英畝（3,532.8平方）     | 太浩国家森林位于內華達山脈，地处太浩湖的西北方向，森林中有格兰耐特契夫原野的部分地区，以及尤巴河、北尤巴河和美国河的中部支流。:151–156 |
| 塔拉迪加国家森林                                                        |           | 奇霍山山脚下的奇霍湖                                                   | 亚拉巴马州 33°26′N 85°51′W / 33.433°N 85.850°W                         | 1936年7月17日  | 393,006英畝（1,590.4平方）     | 塔拉迪加国家森林内有两片荒原——奇霍原野和达格尔山原野，还有塔拉迪加风景路（Talladega Scenic Byway）和平霍提国家休闲步道（Pinhoti National Recreation Trail）横贯森林。塔拉迪加国家森林被与亚拉巴马州的其他国家森林联合管理。:8–11                                                                                                |
| 汤比格比国家森林                                                        |           | 湖畔步道沿着乔克托湖蜿蜒前行                                           | 密西西比州 33°56′N 88°56′W / 33.933°N 88.933°W                         | 1959年11月27日 | 67,468英畝（273.0平方）        | 汤比格比位于密西西比州东北部，其林中延绵起伏的丘陵地带在森林建成前多是荒废掉的农场。它被与密西西比州的其他国家森林联合管理。 |
| 通加斯国家森林                                                          |           | 通加斯国家森林中的山水景色                                             | 阿拉斯加州 56°48′N 133°54′W / 56.800°N 133.900°W                       | 1907年9月10日  | 16,748,360英畝（67,778.2平方） | 通加斯国家森林是美国境内最大的国家森林，位于阿拉斯加州南部，从美加边界绵延500英里（800）到太平洋。19片荒原占据了将近三分之一的森林面积。该森林内有蒙拢峡湾国家纪念碑和金钟岛国家纪念碑。                                                                                 |
| 通托国家森林                                                            |           | 鸟瞰通托国家森林                                                       | 亞利桑那州 33°52′N 111°17′W / 33.867°N 111.283°W                       | 1905年10月3日  | 2,866,663英畝（11,601.0平方）  | 通托国家森林从索诺兰沙漠一直绵延到莫戈隆边缘的松林，整个森林中有八片荒原，和若干处湖泊、水库。 |
| 塔斯基吉国家森林                                                        |           | 塔斯基吉国家森林中，停靠在步道旁侧的自行车                             | 亚拉巴马州 32°28′N 85°36′W / 32.467°N 85.600°W                         | 1959年11月27日 | 11,349英畝（45.9平方）         | 塔斯基吉国家森林的巴特拉姆国家休闲步道（Bartram National Recreation Trail）是亚拉巴马州的首条国家休闲步道。塔斯基吉国家森林是面积最小的几座国家森林之一，和亚拉巴马州的其他几座国家森林一道被联合管理。                                                                                                   |
| 尤因塔-瓦萨奇-卡什国家森林                                              |           | 秋季，山脚的杨树                                                       | 犹他州、怀俄明州、爱达荷州 41°15′N 111°26′W / 41.250°N 111.433°W       | 1897年2月22日  | 2,492,404英畝（10,086.4平方）  | 尤因塔-瓦萨奇-卡什国家森林中有九片荒原，分布在瓦薩奇山脈和猶因塔山脈之中。尼波山和廷帕诺戈斯山位于这些荒原当中，地处瓦萨其前线的边缘地带。:302–309 |
| 尤马蒂拉国家森林                                                        |           | 俄勒冈丘的一条步道                                                     | 俄勒冈州、华盛顿州 45°38′N 118°11′W / 45.633°N 118.183°W               | 1908年7月1日   | 1,405,898英畝（5,689.5平方）   | 位于东北俄勒冈州藍山山脈的尤马蒂拉国家森林拥有三片荒原地带，占据了整座森林面积的20%。森林的步道全长超过715英里（1,151），当中有2,000英里（3,200）是道路。尤马蒂拉国家森林中还有全美国家森林中最大的加拿大馬鹿鹿群。                                                      |
| 乌姆普夸国家森林                                                        |           | 从好景峰观景处望向卡拉波亚山脉                                         | 俄勒冈州 43°13′N 122°35′W / 43.217°N 122.583°W                         | 1907年3月2日   | 986,120英畝（3,990.7平方）     | 乌姆普夸国家森林国家森林位于西北俄勒冈州的喀斯喀特山脉，包含三片荒原地带。 沃森瀑布落差达272英尺（83），位于清水河的支流沃森溪上。 |
| 安肯帕格里国家森林                                                      |           | 韦特霍恩峰                                                             | 科羅拉多州 38°16′N 108°07′W / 38.267°N 108.117°W                       | 1905年6月14日  | 951,767英畝（3,851.7平方）     | 圣胡安山脉的北脉和安肯帕格里平原位于该座森林之中，此外林中还有安肯帕格里谷和三片荒原。 |
| 尤华瑞国家森林                                                          |           | 尤华瑞国家森林中的一座池塘。                                           | 北卡罗来纳州 35°24′N 79°56′W / 35.400°N 79.933°W                       | 1961年1月12日  | 51,218英畝（207.3平方）        | 尤华瑞国家森林构成了巴丁湖的东界，内有一片荒原——别克海德山脉原野。森林被与北卡罗来纳州的其他国家森林合并管理。 |
| 瓦洛瓦-惠特曼国家森林                                                   |           | 惠特曼山脉                                                             | 俄勒冈州、爱达荷州 45°13′N 117°31′W / 45.217°N 117.517°W               | 1905年5月6日   | 2,261,480英畝（9,151.9平方）   | 瓦洛瓦-惠特曼国家森林从藍山山脈一直绵延至斯内克河，其海拔从最低点地狱峡谷的875英尺（267），一直到位于雄鹰卡帕原野的最高点萨卡贾维亚峰的9,845英尺（3,001）。 |
| 韦恩国家森林                                                            |           | 韦恩国家森林的一个标志                                                 | 俄亥俄州 39°10′N 82°25′W / 39.167°N 82.417°W                           | 1951年10月1日  | 243,180英畝（984.1平方）       | 韦恩国家森林是俄亥俄州的唯一一座国家森林，位于阿巴拉契亚山麓地区，其林内步道总长度超过300英里（480）。北部国家风景步道从森林的若干区域中穿过。 |
| 白山山脉国家森林                                                        |           | 冬季的桑德维奇山谷                                                     | 新罕布什尔州、缅因州 44°09′N 71°25′W / 44.150°N 71.417°W               | 1918年5月16日  | 761,687英畝（3,082.4平方）     | 该森林位于白山山脈，阿帕拉契小徑和白山山脉风景路穿林而过。森林中華盛頓山的峰顶位于华盛顿山州立公园，海拔6,288英尺（1,917），是全世界测得风速最高的地方。 |
| 怀特河国家森林                                                          |           | 秋季的马龙双子峰和马龙湖                                               | 科羅拉多州 39°34′N 106°53′W / 39.567°N 106.883°W                       | 1891年10月16日 | 2,287,495英畝（9,257.2平方）   | 怀特河国家森林中有8片荒原、12处滑雪场、4座大型水库、总长度2,500英里（4,000）的步道、1,900英里（3,100）的道路，以及10座海拔高于14,000英尺（4,300）的山峰。 |
| 威拉米特国家森林                                                        |           | 布瑞坦布希河                                                           | 俄勒冈州 44°07′N 122°11′W / 44.117°N 122.183°W                         | 1933年7月1日   | 1,681,674英畝（6,805.5平方）   | 威拉米特国家森林位于喀斯喀特山脉，从杰弗逊山绵延到华盛顿山，约20%的面积被指定为荒原，林内道路总长度为6,000英里（9,700）。 |
| 威廉·B·班克黑德国家森林                                                 |           | 清水溪                                                                 | 亚拉巴马州 34°14′N 87°20′W / 34.233°N 87.333°W                         | 1918年1月15日  | 181,988英畝（736.5平方）       | 该森林中的步道全长153英里（246），此外森林中还有密西西比河以东最大的荒原——锡普西原野，面积24,922英畝（10,086公頃）。它与亚拉巴马州的其他国家森林合并到一起，进行联合管理。                                                                                               |

## 注
- A 表中所列各国家森林均为当前国家森林系统的各行政管理分区。诸如阿勒格尼国家森林、莫农加希拉国家森林这样分开管理的森林，在本列表中以分开的形式列出。然而，合并管理的森林不一定会合并列出。像萨门-夏利斯国家森林这样，多个森林合并管理但其名称由连接号衔接的，本列表中会将合并后的森林视作一个整体。对于合并管理，但又保有各自名称的（如大平顶山国家森林、安肯帕格里国家森林、甘尼森国家森林），本列表视作分开的森林列出。在“中文名称”这一栏中，以小字号列出的国家森林组成了其上以正常字号列出的国家森林，但小字森林的名称没有出现在正常字号的合称中。读者若想数出154座国家森林，需要将名称中含有连接号的国家森林算作两座不同的森林。但要注意几个例外：“尤因塔-瓦萨奇-卡什国家森林”要算作三座森林，“乔治·华盛顿和杰斐逊国家森林”要算作两座森林。[1][4][5]
- B 如果一座森林横跨数个州份，那么州名将会按州内的森林面积从大到小排列。坐标值均来自美國地名委員會。[6]
- C 国家森林系统的沿革非常复杂，有在各个机关之间互相移交的、重命名的、被分割的、合并的、除名的、拆分重组的，等等。此处列出的日期指的是：森林最初设立的日期，或者是该片区域最早被划为国家森林的时间（可能中间经历了更名，但森林边界是一样的），或是森林首度与其他森林整体合并的时间。[4]
- D 在太浩湖流域中的太浩湖盆地管理区有154,830英畝（62,660公頃）的美国国家森林局的土地。太浩湖盆地管理区是由森林局管理的埃尔多拉多国家森林、太浩国家森林、洪堡-托伊亚比国家森林分离出来设立的保护区，其中只有767英畝（310公頃）被官方指定为管理区，剩下的面积名义上仍然属于管理区分离出来之前的三座国家森林。然而，这些土地全都被合并起来，作为太浩湖盆地管理区来管理，因而算是一片独立的国家森林。[1][72][73]在国家森林局的网站中，太浩湖盆地管理区也作为单独的森林列出。[131]